# 19768 Ellendoane
19768 Ellendoane este un asteroid din centura principală de asteroizi.

## Descriere
19768 Ellendoane este un asteroid din centura principală de asteroizi. A fost descoperit pe 23 iulie 2000 la Socorro, New Mexico, în cadrul proiectului LINEAR. Asteroidul prezintă o orbită caracterizată de o semiaxă mare de 2,37 ua, o excentricitate de 0,14 și o înclinație de 5,9° în raport cu ecliptica.